# 武英殿
39°54′54″N 116°23′40″E / 39.914975°N 116.394558°E

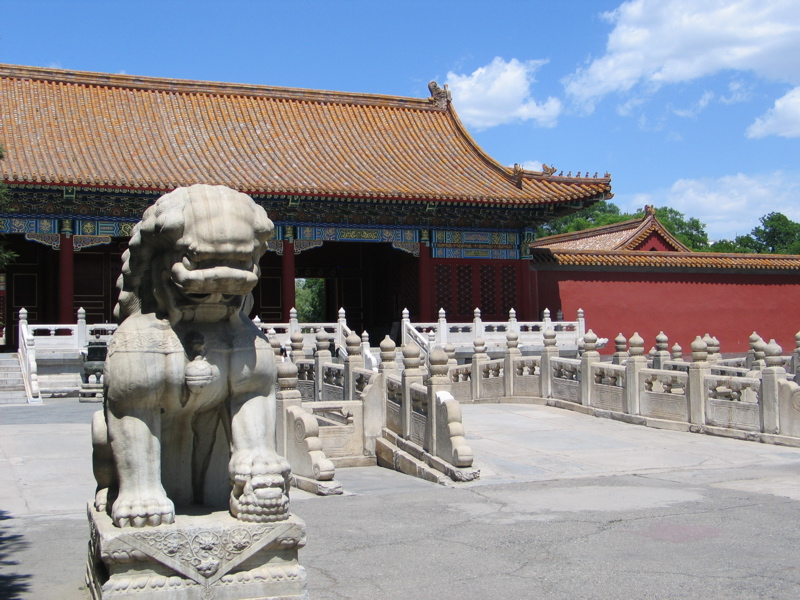
武英门

武英殿，位于紫禁城的前朝西路，和东路的文华殿基本上对称，興建於明朝紫禁城興建時期。武英殿既是殿本身的名字，也是周邊建筑群的总称。2008年起为故宫博物院书画馆。

## 歷史
武英殿始建於明朝初期的永乐年间，与紫禁城其他宫殿同时落成。明朝早期，皇帝斋居、召见大臣都在武英殿，后来则转到文华殿。崇祯年间，皇后千秋、命妇朝贺仪也在武英殿举行。明朝在武英殿设待诏，择选善绘画者居之。明朝末年，李自成于崇祯十七年（1644年）春攻入北京成立大顺政权后，崇祯十七年四月二十九日于武英殿举行即位典礼，但次日便撤离北京。
清军攻入北京后，摄政王多尔衮曾将武英殿作为其理事之所。数月后，顺治帝入关登基，起初也住在武英殿。清朝初年，武英殿用作皇帝便殿，举办小型朝贺、赏赐、祭祀等等仪典。康熙八年（1669年），太和殿、乾清宫等大殿维修，康熙帝一度住在武英殿裡。
康熙十九年庚申（1680年），设置“武英殿造办处”，雍正七年更名为“武英殿修书处”，由监造处、校刊翰林处两部分组成，掌管刊印、装潢图书之事。康熙十九年（1680年），将武英殿左右廊房设为武英殿造办处（即日后的武英殿修书处），由亲王大臣总理，下设监造、主事、笔帖式、总裁、总纂、纂修、协修等30多人，由皇帝与翰林院派充。
康熙四十年（1701年）后，武英殿刊刻了大批图书，采用铜版雕刻活字以及特制的开化纸印刷，字体工整秀美，绘图精美，图书品质很高。乾隆三十八年（1773年），命将从《永乐大典》中摘录出的138种珍本排字付印，御赐名曰《武英殿聚珍版丛书》，世称“殿本”。道光二十年（1841年）后，武英殿刊书很少，徒有其名。武英殿存而不发之书，向来贮存在敬思殿。嘉庆十九年（1814年）夏，清查敬思殿存书，将其中完好的存书移贮武英殿，残缺的存书则作价出售，此后敬思殿实际上成为存储版片之处。
同治八年（1869年），武英殿遭遇火灾，烧毁正殿、后殿、殿门、东配殿、浴德堂等建筑共37间，书籍版片全部焚毁。同年，武英殿建筑群获得重建。光绪二十八年（1902年），武英殿又进行过大规模整修。
清朝后期，武英殿以西有咸安宫（现为宝蕴楼）；武英殿北墙外为方略馆，再折而北东向者为回子学、缅子学；回子学、缅子学以北为内务府公署大门。内务府广储司设在内务府公署以西，二者隔南北流向的内金水河，果房（果子房）设在广储司以南。内务府公署以北，慈宁宫花园以东，设有造办处；冰窖设在造办处以东。武英殿南有外瓷器库。武英殿西南有南薰殿，收藏历代帝后名臣画像。南薰殿东面有灯库，西面有御书处。
中华民国成立后，中华民国内务总长朱启钤呈请，将奉天及热河行宫所藏各种宝器运至北京。民国二年（1913年），大总统袁世凯派护军都统治格负责筹备，并会同清室委员将古物分批运到北京，民国三年（1914年）10月运完。此后又将北京紫禁城的清廷物品择要并入，成立“古物陈列所”，将武英殿辟为古物陈列所的陈列室及办公处，于民国三年（1914年）10月10日开始正式对外开放展览，这是紫禁城首次对公众开放。为了适合古物陈列所的需要，民国三年（1914年）对外开放前，在中华民国内务总长朱启钤的主持下，重修了武英殿和敬思殿之间的过廊，并在两殿凿墙开窗，将原来的木窗全部换成玻璃窗。随后，在1914年，武英殿内安装了紫禁城内的首部电话；不久，又安装了自来水系统以符合消防需要。民国四年（1915年）6月，武英殿以西的宝蕴楼完工，作为古物陈列所的文物库房。
中华人民共和国成立后，1950年3月，国立革命博物馆筹备处成立，办公地点设在北海团城的国家文物局机关内，不久迁入武英殿。革命博物馆当时推出了如土改、革命运动史、解放台湾等不少配合政治需要的展览。1957年，对武英殿进行了修缮。1958年，为迎接中华人民共和国建国10周年，中共中央书记处北戴河会议决定，在规划中的天安门广场东侧，兴建中国历史博物馆和中国革命博物馆建筑。1959年该建筑建成，中国革命博物馆从武英殿迁往该建筑。此后，武英殿长期不对外开放。国家文物局占用了武英殿。2002年，国家文物局交流中心从武英殿迁走，武英殿被腾退给故宫博物院。
2001年，故宫博物院开始准备故宫大修，预计至2020年即紫禁城建成600周年时全面完成。作为此次大修的试点工程，武英殿古建筑修缮工程于2002年至2004年进行，2005年验收。故宫博物院工程管理处处长张克贵称，此次修缮前期，进行了勘察设计工作，用一年多时间查找武英殿的历史资料，开展现场勘察。经过勘察，武英门与武英殿（正殿）、敬思殿（后殿）的木结构和斗拱有不少差异，故推断武英殿、敬思殿均为同治八年（1869年）大火后重建，而武英门可能未被大火烧毁，所以属更早期的建筑。恒寿斋及西墙外值房的建筑年代可推至明朝。根据记载，连接武英殿（正殿）与敬思殿（后殿）的工字廊，清朝乾隆时期尚在，拆除时间不详，现存的工字廊使用新式人字梁架，应为中华民国时期所加，革命博物馆使用时期为布置展览又改造了工字廊，在人字梁架上有红色油漆题记：“一九五四年十月落地从修。”武英门内外檐彩画应为同治八年复建时绘制的，日本学者在1900年到1901年间拍摄的武英门内景照片上的彩画与现存彩画一致。武英殿、敬思殿及东西配殿的彩画则是修古物陈列所时绘制的。此次修缮中，中华民国时期开凿的十多扇采光窗获得保留，外面添加了木制菱花窗；暖风阁也被保留；工字廊的木结构仍是民国时期的人字梁。 
2005年8月27日，在北京参加2005年国际清史研讨会的学者们成为半个世纪以来武英殿迎接的首批参观者，参观了在武英殿开展的“盛世文治———清宫盛世典籍文化展”，展品中有《武英殿聚珍版丛书》，这也是“殿本”第一次在武英殿展出。2005年10月，故宫博物院80周年院庆期间，武英殿正式对外开放，继续举办“盛世文治———清宫盛世典籍文化展”。根据故宫博物院的规划，此后武英殿及敬思殿将辟为“绘画馆”，展示中国历代绘画及书法；东西两庑将辟为“典籍馆”，展示历代古籍善本。
2008年4月21日，故宫博物院书画馆在武英殿挂牌开放。2004年，位于保和殿西庑的故宫博物院绘画馆因古建筑修缮而关闭，此次书画馆又在武英殿恢复开放，并成为故宫博物院的常设展厅之一。
2008年4月21日起，故宫博物院开始在位于武英殿及敬思殿的故宫博物院书画馆推出“故宫藏历代书画展”，作为常设展览，分批展示故宫博物院馆藏的历代书画。故宫博物院共有书画藏品15万件，数量约占世界公立博物馆收藏的中国古代书画的1/4，其中近千件是国家一级文物。故宫博物院将“故宫藏历代书画展”设计为系列展览，每年推出3期，每期为时3个月，冬季休整。每期展出60至70件展品，涵盖晋、唐、宋、元、明、清历代书画。每期展览均分为三个单元：晋唐宋元为一个单元，明代为一个单元，清代为一个单元。
2008年5月5日，五代时期董源所绘《潇湘图卷》绢本画，在武英殿展出时，遭落地展柜顶端的空调滴水打湿而受损。故宫博物院对外解释称，受损部位位于画心下部，经鉴定为“未遭受明显损伤”，经过处理可以恢复。故宫博物院也未作出实质性问责。
2008年北京奥运会期间，故宫博物院曾在凝道殿、焕章殿同时推出临时展览“尽善尽美——殿本精华”和“同文之盛——清宫民族语文辞书展”。

## 武英殿修书处
明朝时，司礼监负责刻书。清朝初年，改由内三院兼理刻书。清朝入关后，内三院撤销，刻书改由内阁、翰林院、内务府兼理。康熙十九年（1680年），设“武英殿造办处”，隶属内务府，兼承编刊书籍等事。该处下设监造处、校对书籍处。监造处下设书作、刷印作、刻字作等等作房；校对书籍处下设提调房、校勘房等等机构。康熙四十四年（1705年），将监造处下设的砚作划归养心殿造办处；康熙五十七年（1718年），将监造处下设的珐琅作划归养心殿造办处；康熙六十一年（1722年），将露房归并到监造处之下。雍正七年（1729年），武英殿造办处更名为“武英殿修书处”，并且准予铸造印记，即“武英殿修书处图记”，为满文、汉文合璧的方形阳文印钤。至此，武英殿修书处正式成为监刊书籍的专设机构。
乾隆九年（1744年），裁撤铜字作；乾隆三十四年（1769年），撤销露房。乾隆三十八年（1773年），增设聚珍馆。道光二十三年（1843年），将内务府下设的御书处裁撤，将其原有的刻字、制墨、托裱、墨刻四个作房的官员、工匠共计一百十八人，全部归并至武英殿修书处。这扩大并加强了武英殿修书处的业务。此后直到清朝灭亡，武英殿修书处的机构再没有较大变化。
武英殿修书处的主要机构设置如下：
- 监造处[18][8]
  - 书作：又称“作书作”、“装满作”。位于武英殿的东南廊房，时称“东作房”、“南作房” 。书作负责新旧书籍的装裱、修补等事。书作设有库掌一人、柏唐阿六人、委署司匠一人、委署领催二人、书匠十四人、齐栏匠四人、合背匠五人、界画匠六人。另外还有传用营造司锉书木匠五人。[18]
  - 刷印作：位于武英殿群房。负责刷印、齐订书页等事。刷印作设库掌一人、柏唐阿八人、委署司匠一人、委署领催二人、刷书匠四十人，若不够用，准予外雇。[18]
  - 折配作：位于武英殿群房。负责折配书页、经页等事。折配作设库掌、柏唐阿、司匠、领催管理。折配匠人多自外雇。折配作在《大清会典事例》以及武英殿修书处《则例》中，均没有单独记载，而是和刷印作合并记载，但实际上二者是分开管理的，这可从雍正以后的武英殿修书处档案中证实。[18]
  - 刻字作：又称“刻字馆”、“写字局”。负责钩摹御书、缮写板样、刊刻书板等事。刻字作分为宫内、宫外两个部分。宫内刻字馆（即刻字西馆）设在武英殿群房。宫外刻字馆（即刻字东馆）设在东安门外烧酒胡同路北。刻字作内设写字局、刻字东馆、刻字西馆；咸丰十年（1860年），又增设了刻字南馆，与刻字东馆、刻字西馆并称“刻字三馆”。光绪年间刊刻清穆宗《圣训》时，也是在刻字作进行，在若干文稿及档案上标示有“ 城内二修”、“ 城外二修”的字样。“城外” 刊板后，经东华门交往武英殿刷印、装潢。刻字作设有库掌、柏唐阿、司匠等人。工匠常设写字头目、刻字头目、刻字匠四到六人。遇到任务，准予外雇。[18]
  - 铜字作：负责铜字、铜盘、摆字、刷印书籍等事。铜字作设库掌一人、柏唐阿二人，摆字匠及刻铜字匠不定额。铜字作创设于康熙五十二年（1713年）以后。雍正六年（1728年），《古今图书集成》书刷完后，铜字作承印其他书籍逐步减少。因年深日久，铜字被盗，管事人害怕受到连累，时值京师铜钱腾贵，故在乾隆九年（1744年）奏准毁字铸钱。铜字作随即撤销。[18]
  - 聚珍馆：创始于乾隆三十八年（1773年）。位于西华门外北长街路东。是负责用木活字摆印书籍的作房。乾隆三十七年（1772年），乾隆帝命儒臣校辑《永乐大典》内的散简零篇以及天下的秘籍，汇成《四库全书》。乾隆三十八年五月（1773年），乾隆帝又命馆臣从中选“世所罕觏”、“ 足资考镜” 之善本，重行发刻。乾隆三十八年十月（1773年），总理武英殿刻书事务王大臣金简奏准，用枣木活字套板刷书。乾隆帝认为“活字”不雅，故赐名“ 聚珍”。直到嘉庆八年（1803年），共摆印一百三十四种书籍。每种书前都冠有“ 武英殿聚珍版”六个字，以及乾隆帝御制“ 聚珍版十韵诗” 。后来，又单行摆印八种书籍。嘉庆中期，摆印书籍逐步停止，聚珍馆实际成为存贮“聚珍”之库。直到清末，聚珍馆仍然设有供事、收掌等官员、匠役在此听差，每年还获拨专款以备用。聚珍馆设摆书房、供事办事值房。设收掌一人、效力垫版收掌三人、摆字供事六人、柏唐阿二十二人、匠役八十九人。嘉庆十七年六月（1812年）定，以柏唐阿之前十二名承办垫版事务，后十名专管值班。道光二十六年（1846年）定，选留效力柏唐阿五人，其余人员调往他处听差。直到清朝末年，聚珍馆的编制再没有较大变化。有时，在聚珍馆听差的官员、工匠，也被临时调往提调处出任监修、监刊等任务。咸丰二年（1852年），调用聚珍馆的五名柏唐阿，用三个月清理聚珍木字。[18]
  - 御书处：原名“文书馆”。顺治朝设在西华门内路南。康熙二十九年，改称“御书处”。道光二十三年，划归武英殿修书处。御书处负责拓刻、临摹皇帝诗文、法帖手迹、造朱墨等等。下设刻字、托裱、制墨、墨刻四个作房。御书处设有库掌、委署司匠、柏唐阿等官员十二人，匠役一百十八人。同治、光绪年间，仍然存有“墨刻”、“拓刷作”或者“御书处”等等称谓，这说明上述作房仍保留。[18]
  - 其他机构：除了上述机构之外，监造处还下设有档案房、钱粮房、办事值房、值宿房、材料房、通行书籍售卖处，以及乾隆二十八年增设的督催房、查核房等行政办事机构。这些机构分别负责收发书籍、办理文稿、记录谕旨、编造奏销档册以及修书事项的督催、夜间值班、物料、工价、饭银发放、采买；对开支进行查核、奏销；发卖通行书籍，掌管书籍、板片库房等等。设柏唐阿、供事书更等官，但不定额。乾隆十一年定，档案房设委署库掌一人，由柏唐阿中选任。[18]
- 校对书籍处：又称“校勘翰林处”、“翰林处”、“提调处”、“校对处”。位于武英殿浴德堂以及其周围的群房内。校对书籍处下设提调房、校勘房、办事值房等。校对书籍处负责校正文字、刊修书籍。康熙四十三年（1704年），编纂《佩文韵府》，在此开局，康熙帝命翰林词臣详校，后来称为“旧修书处”，实际上是翰林处的前身。雍正三年（1725年）奏准，在此修书翰林等二十七人之中，选留六人备用，其他遣回翰林院。乾隆四年（1739年），因为校刊《十三经》、《廿一史》，又增添词员。此后，此处的官员渐成定制。校对书籍处设有满、汉总裁、提调、总纂、纂修、协修等官。在此任职的翰林一般属于三种情况：一是皇帝宠信、学问优长、善于文词、书法之人；二是因故遭罢官但又长于学识之人；三是内廷供职不合格的翰林，被派至此处学习行走，康熙五十二年十月（1713年），康熙帝谕令大学士等：“翰林官员内，多有不识字义、不能诗文者，此皆教司不勤之故，……。此后，凡修书校书处，著并派庶吉士行走学习。” [18]

武英殿修书处之官制，在顺治、康熙、雍正三朝向无定额。直到乾隆四十三年（1778年），才基本形成定制。武英殿修书处设管理王大臣，不定员，由皇帝从满、汉文武大臣及王公中简派，品级为正二品，为武英殿修书处的最高领导。监造处设兼摄行走内务府官员二人、正监造员外郎一人、副监造副内管领一人、委署主事一人、六品衔库掌一人、七品衔库掌三人（分别食七品、八品俸）、笔帖式四人、委署库掌六人（食九品俸）、柏唐阿、效力柏唐阿三十八人（食二两钱粮）、委署司匠二人（食八品俸）、委署领催六人（食三两钱粮）、苏拉二人、旗匠二百二十二人、招募匠八人（嘉庆以后裁减至六人）。正、副监造以下官员之升迁，通常由下一级官员中挑补；柏唐阿缺补，则从内务府上三旗的闲散幼丁中轮番选用。翰林处的官员，设满、汉总裁各一人（从二品），由皇帝自翰林学士中简派，总理翰林处的一切事务。下设提调二人、总纂二人（大约为从、正四品、五品俸）、纂修十二人、协修十人（大约为从、正七品至九品不等）、承发供事二人、领办供事六人、收掌二人、笔帖式四人（大约为从九品）、校录十人、誊录不定员（月食膏伙银三两）、苏拉八人（食一两钱粮）。翰林处提调以下官员的任用，先是由总裁提名，会同总理王大臣列名题请。翰林处官员虽然在此任职，但都隶属原单位。
修书处的主要任务有：
1. 校勘、写刻、刷印、装潢、修补各类新书以及旧存的古籍。
2. 誊录各类呈览书册，钩摹、刻拓御书以及御制诗文法帖等等。
3. 缮写、刻印除夕、元旦以及皇帝的婚、丧、宴请等的礼节单，还有懋勤殿等处所用的档册。
4. 缮录呈览本时宪书、万年书鉴、中星更录、星命须知以及其他零星的任务。
5. 采买刊刷书籍需要而内库无存的各类物料。
6. 存贮殿版书、石刻、法帖、墨迹以及各类书板。
7. 发售准予通行的各类殿版书。
8. 派出界画等工匠五名，分别常驻懋勤殿、方略馆等处听差，传办各类应急活计。
9. 每年八月，派员赴文渊阁、文源阁，打扫并晾晒《四库全书》及修整书籍一次。[18]

监造处和翰林处在完成上述任务的过程中各有分工。监造处负责刊刷、装演书籍以及支领钱粮、采买、给发物料等等事宜。翰林处负责咨取纂修、校勘书籍等等事宜。凡是更改板上字画、校正板样、刊刷部数、装潢书本式样、聚珍馆添补木字、领取纸张等事宜，翰林处均须行文监造处，由监造处官员下达给各作照办。嘉庆十七年（1812年），为了简化办事流程，重订了修书章程，改由翰林处直接传唤各作的工匠办事，但是需要立档给监造处备查。凡属于刷印、修改正本等项事宜，翰林处还需要派柏唐阿等员会同监造处派出的供事一起监修、监刊、监刷。书籍装潢完成，经总理王大臣审阅、复校后方可以呈送皇帝。每月初五日前，将承刊书籍的完成情况报送内阁稽察钦奉上谕处一次；每季度还需报送一次，并且附有已完、未完书目以及未完的原由；稽察钦奉上谕处将上述情况汇奏皇帝。

## 建筑
武英殿位于外朝熙和门以西。武英殿建筑群中的武英门、武英殿、敬思殿坐落在1.5米高的台基上。武英殿建筑群由武英门、武英殿、敬思殿、凝道殿、焕章殿、恒寿斋、浴德堂等建筑组成。武英殿前左右共有廊房63间。根据对武英殿建筑群木构件树种的分析可知，恒寿斋和井亭是武英殿几次大火之后仅存的建筑，保留了明朝建造时选材的历史信息。
- 石狮：1970年代“文革”时期，包括字画、瓷器、玉器和石刻石狮等一大批文物都被存放在对外贸易进出口公司仓库，后来有人准备将这批东西出口国外，被海关查获，转交故宫博物院保存。其中的石狮的大部分暂存熙和门后，放了数十年。在石狮运进紫禁城时，故宫博物院工作人员从中选出一对高大且缺损较少的石狮放置在武英门石桥南两侧，同时在武英门三开门的中间门红门框下也放置了一对1米多高的石狮。这两对石狮在21世纪初被搬走[20]。
- 武英门前三座桥：位于武英门正南侧，是三座并列的南北向石桥，横跨内金水河。
- 武英门：面阔五间（30.4米），进深二间（11.7米），黄琉璃瓦单檐歇山顶，武英门以北有一条带栏杆的甬路连接正殿武英殿。[4]武英门东、西两侧各有值房（廊房），顶覆黄琉璃瓦。[19]
- 武英殿：是整个武英殿建筑群的正殿，面阔五间（33.4米），进深三间，黄琉璃瓦单檐歇山顶，单翘重昂斗拱，金龙和玺彩画。正间开有六扇门，次间和尽间是四扇窗。武英殿前出月台，有甬路通往武英门。[4]
- 敬思殿：为后殿，面阔五间，进深三间，黄琉璃瓦单檐歇山顶，单翘单昂斗拱，形制与正殿相同，但进深稍浅。该殿与正殿同在一个“工”字形台基上。两殿中间有三间的封闭的廊道相连，廊道为中华民国时期加建。[4]
  - 凝道殿：武英殿的东配殿，面阔五间，黄琉璃瓦单檐悬山顶，原为前出廊，后改为正间前出廊。[4]凝道殿以北有值房（廊房），顶覆黄琉璃瓦。[19]
  - 焕章殿：武英殿的西配殿，面阔五间，黄琉璃瓦单檐悬山顶，原为前出廊，后改为正间前出廊。[4]焕章殿以北有值房（廊房），顶覆黄琉璃瓦。[19]
- 恒寿斋：位于武英殿建筑群的东北角，顶覆黄琉璃瓦。[4][3]清朝时，此处为缮校《四库全书》诸臣值房。[21]
- 浴德堂：位于武英殿院内西北平台上，地处敬思殿西侧。该堂的名称源自《礼记·儒行》中的“儒有澡身而浴德。”该堂为清朝词臣校书的值房，专司刊刻、装潢图书等等事宜。浴德堂坐北朝南，面阔三间，黄琉璃瓦卷棚歇山顶，后檐靠西侧接抱厦两间。浴德堂后偏西有北房，面阔两间，黄琉璃瓦卷棚硬山顶。浴德堂东次间后檐辟门，接有砖砌拱券通道，通往后室，通道曲折如同曲尺。后室平面呈方形，上覆穹顶，建筑带有阿拉伯式风格。后室内四壁至顶均贴有素白琉璃面砖，顶部开有一圆窗，后墙筑有铁制壁炉以供烧水用。后室外有锅台，西侧有井亭1座（见下文），悬石槽引水入锅，烧水获得的蒸气通入后室内。据考证，这座小室是元朝宫城内遗存的土耳其浴室，相传明朝曾作为皇帝斋祓处。清朝在武英殿设御书处，该室遂改为蒸纸处，用来蒸熏印刷图书时所用的纸张。 [3][22]
- 井亭：位于浴德堂西北，武英殿建筑群西墙外的最北端，顶覆黄琉璃瓦。[3][5]
- 值房：位于武英殿建筑群西墙外，顶覆灰色筒瓦。 [5]

## 延伸阅读
- 黄希明，紫禁城内武英殿，紫禁城2005年1期
- 段勇，武英殿与古物陈列所，紫禁城2005年1期
- 朱赛虹，武英殿刻书数量的文献调查及辨析，故宫博物院院刊1997年3期
- 方裕瑾，武英殿各殿座晚清修缮诸作述略，中国紫禁城学会学术论文集（第一辑），1997年
- 翁连溪，清宫内务府刻书处——武英殿，紫禁城1992年2期
- 杨玉良，武英殿修书处及内府修书各馆，故宫博物院院刊1990年1期
- 杨玉良，武英殿修书处及内府修书各馆，清代宫史探微1991年7月
- 单士元，故宫武英殿浴德堂考，故宫博物院院刊1985年3期
- 茹竞华，三大殿的左辅右弼，紫禁城1984年5期
- 谢国祯，从清武英殿版谈到扬州诗局的刻书，故宫博物院院刊1981年1期